# Saint-Pierre-la-Bourlhonne
Saint-Pierre-la-Bourlhonne település Franciaországban, Puy-de-Dôme megyében. Lakosainak száma 135 fő (2022. január 1.). Saint-Pierre-la-Bourlhonne Chalmazel-Jeansagnière, Le Brugeron, Job, Marat és Vertolaye községekkel határos.

## Népesség
A település népessége az elmúlt években az alábbi módon változott:
| Lakosok száma | 127  | 124  | 131  | 128  | 129  | 132  | 134  | 134  | 135  |
|               | 2013 | 2015 | 2016 | 2017 | 2018 | 2019 | 2020 | 2021 | 2022 |